# Чэнбэй
Чэнбэ́й (кит. упр. 城北, пиньинь Chéngběi, буквально: «Северная часть города») — район городского подчинения городского округа Синин провинции Цинхай (КНР).

## История
В 1945 году урбанизированная часть уезда Синин была выделена в отдельный город Синин. В 1949 году было установлено деление города Синин на шесть районов.
В 1950 году район № 6 был присоединён к району № 5. В 1952 году семь волостей из района № 4 и района № 5 были выделены в отдельный Пригородный район. В 1953 году районы вместо номеров получили названия: район № 1 стал районом Чэнчжун, район № 2 — районом Чэнси, а район № 3 — Дунгуань-Хуэйским автономным районом. В 1954 году Синин был расширен за счёт земель прилегающего уезда Хуанчжун, а Пригородный район был разделён на два: Восточный пригородный район и Западный пригородный район. В 1956 году Синин был подчинён напрямую властям провинции, его шесть районов были расформированы, а вместо них образовано три района уездного уровня: Чэнчжун, Чэндун и Чэнси. В декабре 1957 года районы Чэндун и Чэнси были присоединены к району Чэнчжун.
В апреле 1960 года район Чэнчжун был расформирован, а вместо него образованы районы Чэндун и Чэнси. В мае 1961 года районы Чэндун и Чэнси были объединены в единый район Чэнцюй (城区, «Городской район»), впоследствии переименованный в Шицюй (市区, тоже «Городской район»).
В феврале 1963 года район Шицюй был расформирован, и были вновь созданы районы Чэнси, Чэнчжун и Чэндун.
В феврале 1980 года был вовь образован Пригородный район. В июне 1986 года он был расформирован, а вместо него был образован район Чэнбэй.

## Административное деление
Район Чэнбэй делится на 3 уличных комитета и 2 посёлка.